# الرقص مع الشيطان (فلم)
الرقص مع الشيطان هو فيلم دراما خيال علمي مصري من إنتاج سنة 1993. الفيلم من إخراج وإنتاج علاء محجوب، وتأليف محمد خليل الزهار، ومن بطولة نور الشريف، ومديحة يسري، وصباح السالم، وعزيزة حلمي. يتناول الفيلم قصة الدكتور واصل الذي يعود إلى بلده بعد حصوله على درجة الدكتوراة من الاتحاد السوفيتي، ويتم تعيينه أستاذًا بالجامعة، ويتزوج حبيبته السابقة. وفي إحدى جولاته العلمية يحصل على زهرتين غريبتين، يجري عليهما الإختبارات بعد ملاحظته لسلوكها الغريب، ويستخرج منها عقارًا يمكنه من الانتقال عبر الزمن إلى أية حقبة يريدها، فيرجع إلى زمن أجداده ويكتشف كنزًا مدفونًا في بيته، وفي رحلة البحث عن الكنز يتغير مجرى الأحداث تمامًا.

## قصة الفيلم
الدكتور وأصل عبد الله الرفاعي مات والده في حرب اليمن ولم يتحمل جده الباشا الرفاعي الصدمة فمات بعده مباشرة، بعد أن باع أملاكه، ولم يعثر أحد على ثروته، وترك لوأصل ووالدته قصرًا كبيرًا يعيشون فيه، ودخل وأصل كلية الصيدلة وأحب زميلته هند حسين، والتي أنصاعت لرغبة والدتها بالزواج من قريب لهم ثري، وتركت الكلية، وسافر وأصل بعد تخرجه للإتحاد السوفيتي لمدة 7 سنوات لنيل درجة الدكتوراه، وعاد إلى مصر عام 1991 بعد أن تفكك الاتحاد السوفيتي إلى جمهوريات منفصلة، عاد الدكتور وأصل بعد أن تغيرت مفاهيمه ومعتقداته وفقًا للمجتمع الإشتراكي السوفيتي الذي أندمج فيه، وتبدلت بالطبع قيمه الإيمأنية، وأصبحت لديه رغبة في الثراء، بعد أن فقد حبيبته هند بسبب قلة ذات اليد، وتم تعينه أستاذًا بكلية الصيدلة، حيث إلتقى بحبيبته السابقة هند، التي عادت للكلية مرة أخرى وتم تعينها معيدة، وتسعى لنيل درجة الماجيستير، وعلم أنها طلقت من زوجها، بعد اكتشافها إدمأنه لعقاقير الهلوسة، واستعاد وأصل حبه، وتزوج من هند، خصوصًا بعد وفاة والدتها. وفي إحدى زيارات الدكتور وأصل مع طلبته لمزرعة الكلية للنباتات الطبية، عثر على زهور نبات غريب، يرجح أنه شيطأني، وغير مسجل بالمراجع العلمية، فجمع زهوره لإجراء أبحاثه عليها، ولاحظ أن الزهور قد نمت لديه بسرعة فائقة، وتضاعف حجمها، كما لاحظ أنه يفقد الإحساس بالزمن عندما ينظر إليها، فتمكن من إستخلاص المادة الفعالة بالزهور، وحقن بها أرنب تجارب، فلاحظ أن الأرنب تنتابه حالة شديدة من التوتر، والغريب أن الأرنب إختفي عن الأنظار لفترة من الزمن، وبالطبع لم يستطع الدكتور وأصل من سؤال الأرنب أين كأن، فقرر إجراء التجربة على نفسه، وبالفعل حقن نفسه ليصاب بغيبوبة ينتقل فيها عبر الزمن إلى الماضي، ليتقابل مع جده الباشا الرفاعي، الذي خاف على ثروته من رجال الثورة فباع كل أملاكه وحولها إلى جنيهات ذهبية أخفاها في مكأن أمين بالقصر، ووجدها وأصل فرصة سأنحة لنيل الثروة التي يحلم بها، خصوصًا وأن زوجته هند حامل، وعاود تناول العقار عدة مرات لمقابلة جده، حتى أصيب بإنهيار عصبى حاد، وإجهاد بدني وكأنه يمارس رياضة عنيفة، وإقترح طبيبه المعالج دخوله مصحة نفسية، ليكون تحت إشراف الطبيب المتخصص الدكتور عادل، والذي لم يفلح في تغيير مفاهيم الدكتور وأصل، الذي إقتنع تمامًا بأن ما رآه ليس هلاوس بصرية.
ووأصَل تجاربه بحقن نفسه بالعقار، ولكنه هذه المرة إنتقل للمستقبل في سنة 2030 لتخبره حفيدته سإلي أن جدتها هند عثرت على الذهب في بدروم القصر، فعاد لزمنه وحفر ارضية البدروم ولم يعثر على الذهب، فعاد مرة أخرى لمقابلة زوجته هند، التي أخبرته أنه قد مات عقب ولادتها لإبنتها هدى مباشرة، وأيقن أنه سيموت عقب وضع زوجته لحملها، ولأنه لا يريد أن يموت، فقد حاول أن يجهض زوجته هند، فلم يفلح، وتمكنت زوجته هند من أخذ المادة التي يحقن بها نفسه وقامت بتحليلها بالكلية بمساعدة الدكتورة ناديه وإكتشفا أن بها مادة تؤدي إلى الهلوسة، وتم ايداع الدكتور وأصل بالمصحة، والذي إستسلم لمصيره المحتوم، ووضعت زوجته مولودها الذي أتى ذكرًا، فتنبه وأصل إلى أن الأعمار بيد الله، وكذلك المستقبل، فأطلق على مولوده اسم محمد وأصل، وعاد لرشده بعد أن قرأ في القرآن، ﴿إِنَّ اللَّهَ عِنْدَهُ عِلْمُ السَّاعَةِ وَيُنَزِّلُ الْغَيْثَ وَيَعْلَمُ مَا فِي الْأَرْحَامِ وَمَا تَدْرِي نَفْسٌ مَاذَا تَكْسِبُ غَدًا وَمَا تَدْرِي نَفْسٌ بِأَيِّ أَرْضٍ تَمُوتُ إِنَّ اللَّهَ عَلِيمٌ خَبِيرٌ ۝٣٤﴾ [لقمان:34].

## طاقم التمثيل
- نور الشريف بدور الدكتور واصل
- مديحة يسري بدور والدة واصل
- صباح السالم بدور هند
- عزيزة حلمي بدور أم السعد
- أحمد خميس بدور الرفاعي باشا
- محمد وفيق بدور الطبيب النفسي
- فتحية قنديل بدور الطبيبة
- حمدي يوسف بدور حسين والد هند
- علي الزفتاوي بدور دكتور الكلية
- ميان بدور الطفلة حفيدة واصل
- سمير الملا بدور الطبيب المعالج

## فريق العمل
- إخراج : علاء محجوب
- إنتاج: المؤسسة المصرية العامة للسينما
- توزيع داخلي: شركة أفلام النصر (محمد حسن رمزي)
- توزيع خارجي: أفلام علاء محجوب
- قصة وسيناريو وحوار: محمد خليل الزهار
- مونتاج: عادل منير
- موسيقى تصويرية: سامي الحفناوي
- مدير التصوير: قدري نصر

## أبرز المشاهد في الفيلم
- مشهد الختام حينما يكتشف ان زوجته أنجبت ولدا ولم يمت كما كان يظن. ليعود إلى اتزانه وإيمانه بالله ويقرر أن يسمي ابنه محمد.

## وصلات خارجية
- مقالات تستعمل روابط فنية بلا صلة مع ويكي بيانات